# Melendy Britt
Melendy Britt, née le 31 octobre 1943 à Charlotte (Caroline du Nord), est une actrice américaine.

## Filmographie

### Cinéma

#### Films
- 1970 : The Lawyer : Ann Greer
- 1978 : Sauvez le Neptune (Gray Lady Down) : Liz
- 1979 : Bienvenue Mister Chance (Being There) : Sophie

### Séries télévisées
- 1967 : Mannix : Saison 4, Episode 14: Intention de donner la mort / To Save A Dead Man
- 1971 : Mannix: Saison 5, Episode 17: Sauvez le mort / With the intention to kill (Rôle: Adrianne)
- 1975 : They Only Come Out at Night : Mrs. Owens
- 1976 : Francesca, Baby (TV) : Mother
- 1980 : Mother and Daughter: The Loving War : Dinah Drake
- 1980 : Les Retrouvailles (Reunion) : Evelyn Hollander
- 1990 : Cheers, épisode 185 : Woody or Won't He?  :  Roxanne Gaines, mère de Kelly Gaines
- 1993 : Star : [Qui ?]

#### Films d'animation
- 1985 : The Secret of the Sword : Princess Adora / She-Ra et Madame Razz

### Télévision

#### Téléfilm d'animation
- 1980 : Snow White Christmas : Wicked Queen
- 1985 : He-Man & She-Ra: A Christmas Specia : Princess Adora / She-Ra et Mermista

#### Séries d'animation
- 1977 : Les Nouvelles Aventures de Batman : Barbara Gordon / Batgirl  et Catwoman
- 1978 : Tarzan and the Super 7 : Barbara Gordon / Batgirl  et Catwoman
- 1979 : The Plastic Man Comedy/Adventure Show : Penny et The Chief
- 1979-1982 : Les Nouvelles Aventures de Flash Gordon : Princesse Aura
- 1985-1987 : She-Ra: Princess of Power : Princess Adora / She-Ra et Mermista

## Ludographie
- 2015 : Fallout 4 : Ann Codman, Priscilla Penske et Wilhelmina Cabot
- 2016 : Dishonored 2 : Breanna Ashworth